# Michael Wenden
Michael Vincent Wenden (Sídney, 17 de noviembre de 1949) es un exnadador australiano especializado en pruebas de estilo libre, donde consiguió ser campeón olímpico en 1968 en los 100 y 200 metros.

## Carrera deportiva
En los Juegos Olímpicos de México 1968 ganó la medalla de oro en los 100 metros donde además batió el récord del mundo con 52.2 segundos, y el oro en los 200 metros, con un tiempo de 1:55.2 segundos que fue récord olímpico; en cuanto a las pruebas grupales, ganó la plata en los 4 × 200 metros libre, tras Estados Unidos y por delante de la Unión Soviética, y el bronce en los 4 x 100 metros libre, tras Estados Unidos y la Unión Soviética.
Y en el Campeonato Mundial de Natación de 1973 celebrado en Belgrado ganó la plata en los relevos de 4 × 200 metros libre, y el bronce en los 100 metros libre.